# District de Győr
Le district de Győr (en hongrois : Győri járás) est un des 7 districts du comitat de Győr-Moson-Sopron en Hongrie. Créé en 2013, il compte 189 857 habitants et rassemble 35 localités : 34 communes et une seule ville, Győr, son chef-lieu.
Cette entité existait déjà auparavant dans différents comitats et sous le nom de district de Tószigetcsilizköz (Tószigetcsilizközi járás). Le nom actuel du district est apparu lors de la réorganisation territoriale de 1950. Le district a disparu en 1893.

## Localités
- Abda
- Bezi
- Börcs
- Bőny
- Dunaszeg
- Dunaszentpál
- Enese
- Fehértó
- Győr
- Győrladamér
- Győrság
- Győrsövényház
- Győrzámoly
- Győrújbarát
- Győrújfalu
- Gönyű
- Ikrény
- Kajárpéc
- Kisbajcs
- Koroncó
- Kunsziget
- Mezőörs
- Mosonszentmiklós
- Nagybajcs
- Nagyszentjános
- Nyúl
- Pér
- Rábapatona
- Rétalap
- Sokorópátka
- Tényő
- Töltéstava
- Vámosszabadi
- Vének
- Öttevény